# كيلينكين
الكيلينكين (الاسم العلمي: Kelenken)، وهو نوع من طيور العملاقة التي لا تطير تحت أسرة طيور الرعب (الاسم العلمي: Phorusrhacinae)، عاش في مرحلة اللانجي في فترة الميوسين قبل نحو 15 مليون سنة، في الأرجنتين بجانب الأرجنتافيز، مع جمجمة طولها 71 سم من ضمنها 45.7 سم للمنقار، وكان يمتلك أكبر رأس لطائر معروف (ماعدا التيروصورات).

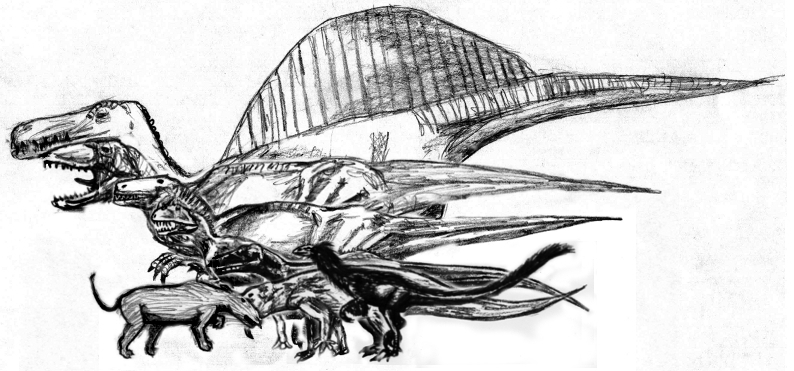
الكيلينكين (أخضر غامق) في مقارنة عن الحيوانات المفترسة الأخرى